# Edvard Niessing
Edvard Guillaume Frédéric (Edvard) Niessing (Den Haag, 14 juli 1948) is een voormalig Nederlands radio-dj en nieuwslezer.

## Loopbaan
Niessing is geboren in Den Haag en groeide op in Wassenaar. Hij begon in 1964 bij AVRO's jeugdomroep Minjon. Een dag na het beëindigen van zijn diensttijd begon hij op 26 mei 1970 bij de KRO, waar hij 22 jaar werkte als radio- en televisieomroeper, dj, regisseur, muzieksamensteller en presentator. Bekende programma's van hem zijn Pep op Drie, Van twaalf tot twee, In Antwoord op uw schrijven, Niemandsland en Goal. In 1991 werd Niessing programmaleider bij Radio Noordzee Nationaal. Na een korte tijd voor het ANP nieuws gelezen te hebben, was hij van 1994 tot 1997 het gezicht van het RTL Nieuws.
Tussen 1997 en 2000 was hij presentator en nieuwslezer bij de regionale omroep RTV West. Vanaf 1998 was Niessing werkzaam bij Okay FM — het latere Radio 192 — tot deze zender in 2004 failliet ging. Hier presenteerde hij Koffietijd en Van Twaalf tot Éen-Negen-Twee. In 2004 werd Niessing door TROS Radar uitgeroepen tot 'meest irritante reclamepersoon' van 2003 vanwege een reclameboodschap voor Frisia, onderdeel van de DSB-Groep van de beruchte Dirk Scheringa. In deze reclame speelde hij een nieuwslezer op televisie, en verzilverde hij zo zijn werk bij RTL Nieuws.
Hij heeft ook enkele jaren televisieprogramma's gepresenteerd bij de lokale zender RNN7 en nieuws gelezen bij Novum.
Tegenwoordig presenteert Niessing radioprogramma's op de lokale zenders Rick FM, Meerradio en Radio M Utrecht. Ook speelt hij incidenteel mee in een hoorspel, zoals Sprong in het heelal, 4e serie - De terugkeer van Mars, die door de KRO is uitgezonden in januari 2014 via zowel Radio 5 Nostalgia als Radio 1.
Sinds juli 2008, de maand waarin hij zestig werd, was Niessing naast zijn radiowerk tien jaar parttime trambestuurder bij de HTM in Den Haag. Hiermee liet hij in de laatste jaren van zijn carrière een lang gekoesterde jongensdroom uitkomen. 
Daarvoor was hij bij de Electrische Museumtramlijn Amsterdam vrijwillige trambestuurder op het historisch materieel. Door het GVB, dat kampte met een tekort aan trambestuurders, werd hij rond 2000 gevraagd om bij te springen als oproepkracht en kreeg een opleiding en bevoegdheid om te rijden met alle tramtypes die toen in Amsterdam reden. 
Ook is hij te horen als voice-over onder meer bij de film van Wim Stroman "Een nieuw hoofdstuk voor de Amsterdamse tram" uit 2004.
In 2023 deed Niessing mee aan het televisieprogramma De Alleskunner VIPS waarin hij als eerste afviel en daarmee op de 65ste plaats eindigde. In 2024 deed Niessing opnieuw mee aan hetzelfde televisieprogramma, dit keer eindigde hij op de 50ste plaats.